# Soarele și luna
Soarele și luna ist ein Lied des moldauischen Sängers Pasha Parfeny. Mit dem Titel vertrat er Moldau beim Eurovision Song Contest 2023 in Liverpool.

## Hintergrund
Der Song in rumänischer Sprache wurde von Pavel Parfeni, Cătălin Temciuc, Andrei Vulpe und Iuliana Parfeni geschrieben. Es handelt sich um einen Dance-Pop-Song mit Einflüssen aus dem Folk-Genre, die sich insbesondere durch ein Flötenmotiv sowie den Einsatz von Trommeln manifestieren. Im Songtext geht es um die Kraft der Natur, die Sonne und der Mond (Soarele și luna) erscheinen im Text, stehen aber auch dafür, dass eine Frau vom männlichen Protagonisten zwecks einer Hochzeit umworben wird.
Der Song wurde am 19. Januar 2023 veröffentlicht. Mit dem Titel gewann Parfeny dann am 4. März 2023 als einer von zehn Teilnehmern im Finale die Etapa Națională 2023.

## Beim Eurovision Song Contest
Moldau nahm mit dem Titel am 67. Eurovision Song Contest teil, der vom 9. bis 13. Mai 2023 stattfand. Soarele și luna wurde dem ersten Halbfinale zugelost und startete dort an zehnter Stelle. Mit 109 Punkten belegte Moldau den fünften Platz und qualifizierte sich für das Finale, wo sie mit 96 Punkten (20 Punkte von der Jury, 76 Punkte von den Zuschauern) den 18. Platz belegten.